# Národní muzeum v přírodě
Národní muzeum v přírodě je příspěvková organizace Ministerstva kultury České republiky, která organizuje sbírku nemovitých i movitých dokladů týkajících se dějin lidové kultury, národopisu, řemesel a zemědělství, spravuje sbírkové předměty národopisného charakteru a v přirozené krajině umístěné objekty lidové architektury a technického stavitelství, představuje lidovou kulturu českých, moravských a slezských regionů a národopisných oblastí. Zahrnuje specializované expozice Hanáckého muzea v přírodě, Muzea v přírodě Vysočina, Muzea v přírodě Zubrnice a Valašského muzea v přírodě.
Muzejní instituce sídlí v Rožnově pod Radhoštěm (shodně se sídlem Valašského muzea v přírodě) v okrese Vsetín, náležejícím do Zlínského kraje, vznikla zřizovací listinou schválenou ministrem kultury dne 11. prosince 2018 na základě Koncepce rozvoje muzejnictví v České republice na období let 2015 až 2020, činnost řídí generální ředitel.
Organizačně se člení na složky s názvy Hanácké muzeum v přírodě (původně Soubor staveb lidové architektury v Příkazích), Muzeum v přírodě Vysočina (původně Soubor lidových staveb Vysočina), Muzeum v přírodě Zubrnice (původně Soubor lidové architektury Zubrnice) a Valašské muzeum v přírodě. Původní tři soubory charakteru muzejní instituce byly převedeny ze správy Národním památkovým ústavem.
Expozice s objekty regionální lidové architektury (hospodářské, obytné, sakrální a jiné stavby) a také technického stavitelství (například vodní hamry, mlýny, pily nebo sušky chmele, lnu, ovoce, apod.), včetně sbírkových předmětů z oblasti života na venkově. V rámci regionálních expozic představován folklór národopisných oblastí (lidové tradice, zvyky, řemesla, atd.), ve speciálním programu také umělecké soubory lidového umění, ukázky řemeslné výroby aj.
Tradiční lidová kultura dokumentuje národopisné a geograficky navazující oblasti, z národopisných Haná (Hanácké muzeum v přírodě), Horácko (Muzeum v přírodě Vysočina, zahrnuje též geograficky navazující regiony Chrudimsko a Litomyšlsko), Valašsko a také část národopisné oblasti s názvem Těšínské Slezsko (Valašské muzeum v přírodě), z krajinných oblastí České Středohoří, včetně geograficky navazujících lokalit severozápadních Čech (Muzeum v přírodě Zubrnice).

## Evropské počátky venkovních expozic
Historie venkovních expozic s účelově vytvářenými sbírkami z oblasti lidové kultury sahá do 19. století, v českém významu muzea v přírodě celosvětově označované za tzv. muzeum pod širým nebem (v angličtině open-air museum). Za historicky první expozici lidových staveb v prostředí přírody se prezentuje Sbírka krále Oscara II (v originálním znění Kong Oscar IIs Samling) z roku 1881, v roce 1882 veřejně zpřístupněná. Do roku 1890 obsahovala pět původních dřevěných staveb lidové architektury (kostel a obytná stavení), přenesených z různých míst Norska.

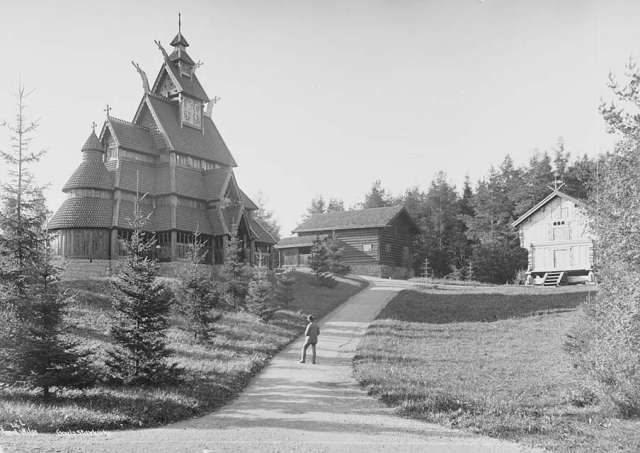
Kostel ze Sbírky krále Oscara II. v Norsku, ústřední stavba první expozice pod širým nebem (v angličtině open-air museum) ve významu českého muzea v přírodě. Fotografie z let 1880 – 1990, autor Axel Lindahl (1841 – 1906), švédský fotograf norské krajiny (ze sbírek Norského lidového muzea v Oslu)

Původním záměrem norské sbírky bylo posílení vazby mezi panovníkem a národy, Oscar II. (1829 – 1907) v letech 1872 až 1907 švédský a současně v letech 1872 až 1905 také norský král. Skupinu staveb na podnět královského komorníka (Chamberlain Christian Holst) soustředil ve své letní residenci, v současnosti lokalita u norského hlavního města Oslo (dříve též Christiania nebo Kristiania). V roce 1907 sbírka začleněna do Norského lidového muzea (v norštině Norsk Folkemuseum).
Norskou sbírkou lidových staveb inspirován švédský učitel a folklorista Artur Immanuel Hazelius (1833 – 1901), v roce 1872 zakladatel švédské Skandinávské etnografické sbírky (v originálním znění Skandinavisk etnografiska samlingen), od roku 1880 pod názvem Severské muzeum (ve švédštině Nordiska museet). V roce 1891 založil venkovní expozici ucelených souborů lidové architektury, druhou ve skandinávských zemích, první rozsahem prezentace lidové kultury, krojů, tradičních řemesel a chovu zvířat (zoologická zahrada), v současnosti délkou existence nejstarší muzeum tohoto typu na světě.
Ve Švédsku umístěna expozice na území švédského hlavního města Stockholm, na ostrově Djurgården, v lokalitě s pomístním jménem Skansen (ve švédštině obecné slovo skans- ve významu českého hradby, též starším označením šance neboli opevnění, -en = tzv. určitý člen, kladený za podstatné jméno). Podle místa nazváno muzeum a zoologická zahrada, Skansen celosvětově populární, archetyp (typický příklad) pro expozici umístěnou venku neboli muzeum pod širým nebem (v českém významu muzea v přírodě). Obecné švédské slovo „skansen” (v písemné podobě skanzen) lidově přejato pro označení podobného typu muzea, z hlediska významu slova však nesprávné.
Nejstarší venkovní expozici Skansen ve Švédsku a také v Aarhus v Dánsku navštívil v rámci cesty po skandinávských zemích i český výtvarník Alois Jaroněk (1870 – 1944), později spolutvůrce Valašského muzea v přírodě v Rožnově pod Radhoštěm. Muzeum v Aarhus v roce 1914 otevřeno veřejnosti pod názvem Staroměstský dům, v současnosti muzeum Den Gamle By (česky Staré Město) zahrnuje městské domy ze 16. až 19. století z různých částí Dánska. V současnosti v Evropě více než dva tisíce venkovních expozic charakteru muzea v přírodě.

### České země

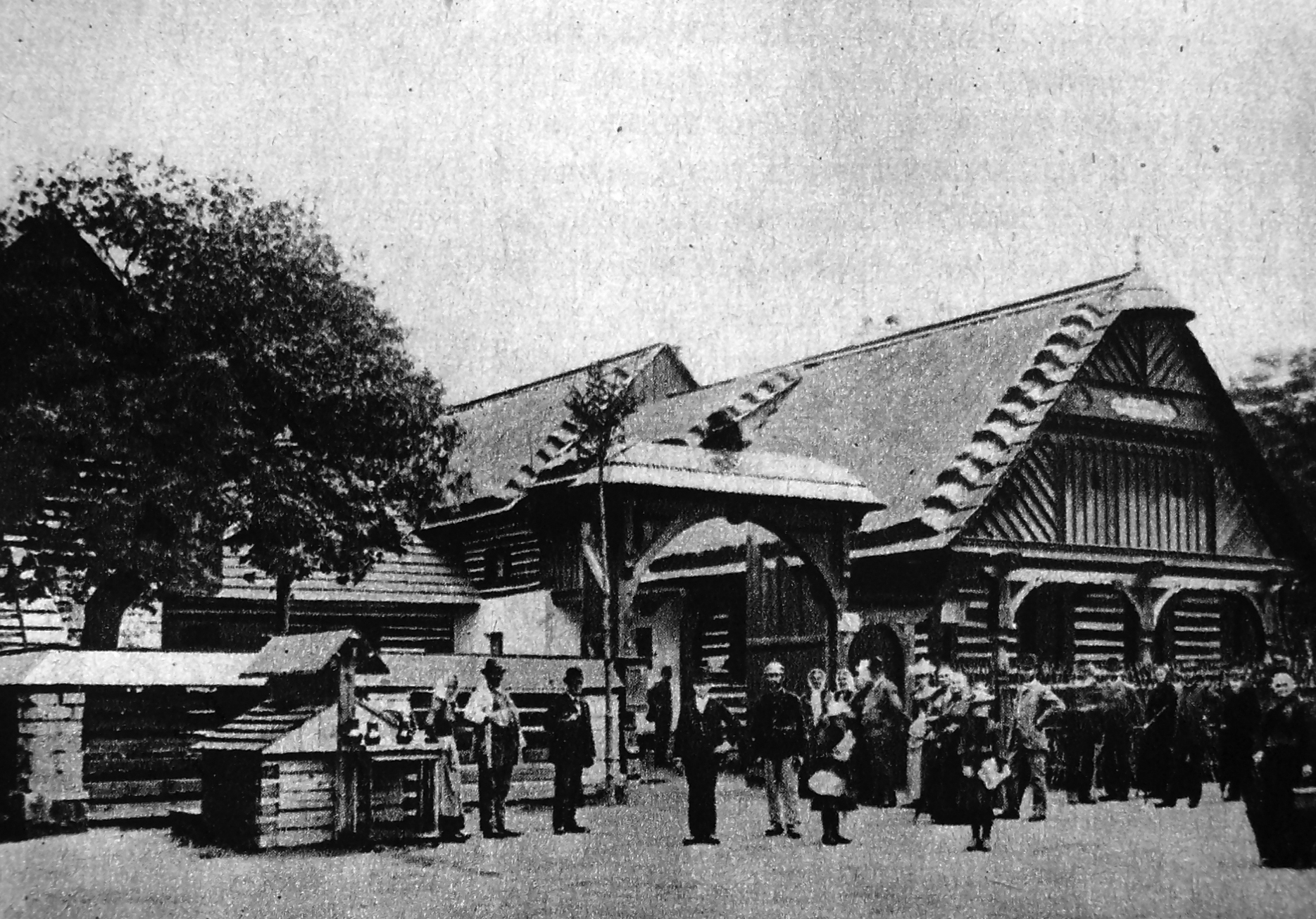
Část expozice lidové architektury na Jubilejní zemské výstavě v Praze (rok 1891), fotografie z časopisu Pestrý týden, autor Rudolf Bruner-Dvořák (1864 – 1921), představitel fotografické reportáže v českých zemích (fotokopie pořízená v roce 2007)

Ve střední Evropě ovlivnila společnost v českých zemích v roce 1891 konaná Jubilejní zemská výstava v Praze, v souvislosti se společenskými událostmi v popředí zájmu české veřejnosti národní tradice a kultura. Architekt a stavitel Antonín Wiehl (1846 – 1910), též konzervátor ochrany památek v Praze a jeden z tvůrců systému památkové péče v Čechách, pro výstavu navrhl objekt s názvem Česká chalupa. Na přípravě etnografické (národopisné) expozice českého venkova se podílela propagátorka českého a moravského folkloru, historička umění Renáta Tyršová (1854 – 1937), dcera Miroslava Tyrše (1832 – 1884), spoluzakladatele organizace Sokol.
Expozice českého venkova inspirovala rakouského arcivévodu Ludvíka Salvátora Toskánského (1847 – 1915), cestovatele a zájemce o etnografii, majitele renesančního zámku v Přerově nad Labem. Bývalou přerovskou kovárnu a rychtu nechal v roce 1895 upravit na národopisnou expozici tzv. staročeské chalupy, náleží mezi první tohoto typu na území dnešního Česka. Objekt od roku 1967 v areálu vzniklého Polabského národopisného muzea, v průběhu 20. století s orientací sbírek na lidovou architekturu a kulturu středního Polabí (v současnosti součást Polabského muzea v Poděbradech).
Odborný zájem veřejnosti o český venkov se projevil v roce 1895 založením Národopisné společnosti českoslovanské a ve stejném roce konanou Národopisnou výstavou českoslovanskou v Praze, události jsou někdy označované za počátek vzniku specializovaných expozic typu muzea v přírodě v českých zemích. Národopisná výstava českoslovanská představovala také soubor lidových staveb s názvem Valašská dědina (v ní populární například hospoda Na posledním groši), expozici navrhl slovenský architekt Dušan Jurkovič (1868 – 1947), z ateliéru architekta Michala Urbánka ve Vsetíně.
Valašskou expozicí ovlivněn výtvarník Bohumír Jaroněk (1866 – 1933) z Malenovic (v současnosti část Zlína), nadšenec a propagátor lidové tvorby, v roce 1911 v Rožnově pod Radhoštěm spoluzakladatel Musejního a národopisného spolku (v letech 1911 až 1926 předseda). V roce 1913 vznikl  projekt na záchranu několika staveb lidové architektury ve městě, záměrem bylo přemístit objekty do samostatného areálu a vytvořit muzeum v přírodě (v důsledku událostí spojených s První světovou válkou však realizace až v roce 1925, viz část Historie – Valašské muzeum v přírodě).

## Historie
Původní expozice byly založené v rozmezí 30. až 90. let 20. století v bývalém Československu, charakteristickým rysem uspořádání neboli rozmístění (kompozice) objektů lidové architektury a technického stavitelství v tzv. přirozené krajině (podobně při budování přírodně krajinářského parku). Nemovité kulturní památky a sbírkové předměty v expozicích muzea mapují historii českého národa z hlediska lidové kultury a života na venkově. Rozšiřováním sbírek vznikala postupně muzea v přírodě zprostředkovávající návštěvníkům odborné informace a pohled na významnou část kulturní minulosti obyvatel na území České republiky.

### Valašské muzeum v přírodě

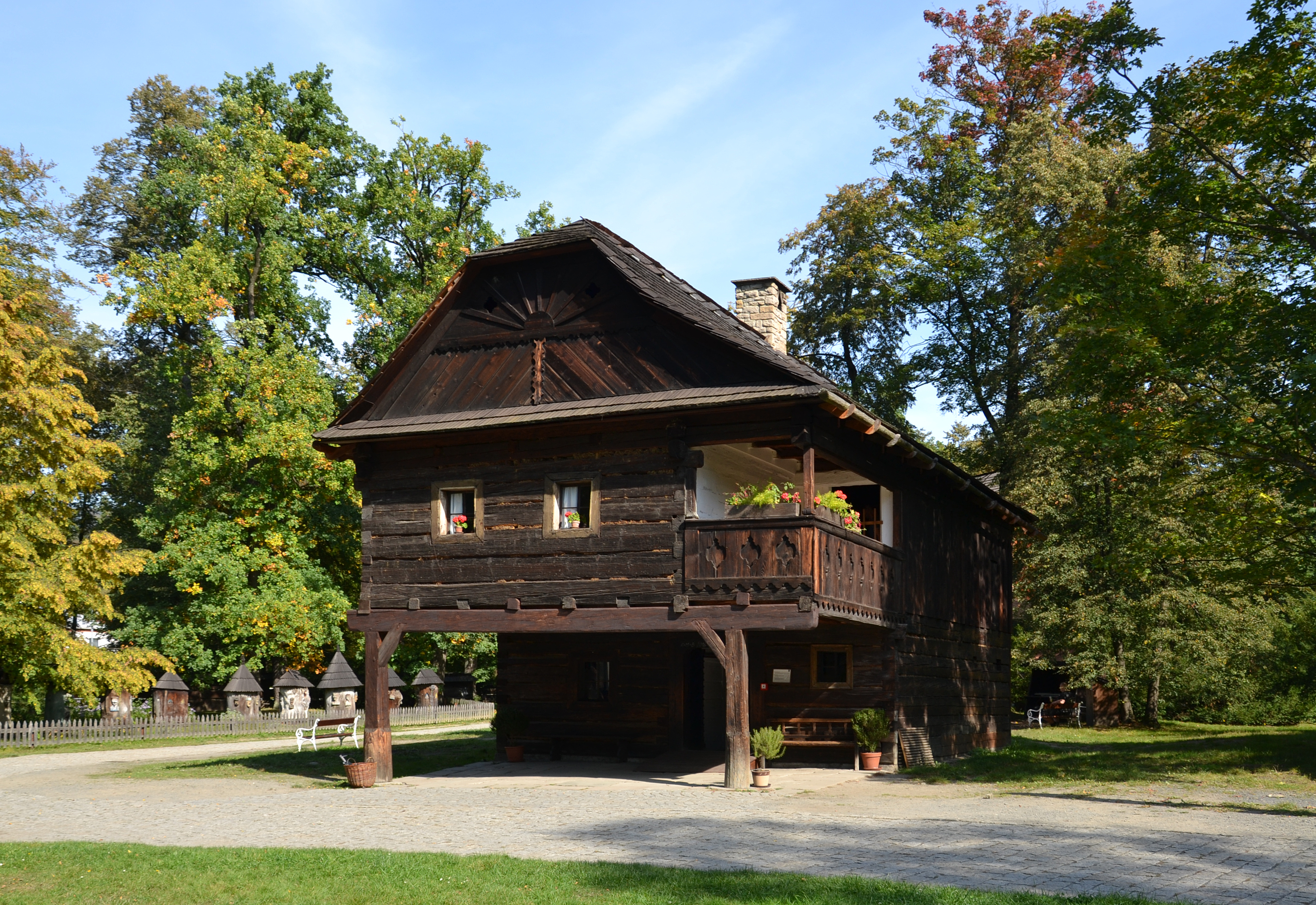
Mezi první objekty přenesené z náměstí v Rožnově pod Radhoštěm do vznikajícího Valašského muzea v přírodě patří původní stavba z roku 1750, tzv. Billův měšťanský dům

V roce 1925 založeno v Rožnově pod Radhoštěm na východní Moravě, v severní části národopisné oblasti Valašsko, zakladatel Musejní a národopisný spolek. Expozice budována v krajině Západních Beskyd, u řeky Rožnovská Bečva protékající údolím Rožnovské brázdy (lokalita od roku 1973 v Chráněné krajinné oblasti Beskydy), v současnosti z hlediska administrativně správního v okrese Vsetín náležejícím do Zlínského kraje.
Podnět k založení muzea v přírodě Bohumír Jaroněk (1866 – 1933) a jeho bratr Alois Jaroněk (1870 – 1944), oba výtvarníci, v roce 1909 přibyli do Rožnova pod Radhoštěm, založili umělecko-řemeslnou dílnu (předměty s lidovými motivy z Valašska, malování keramiky a porcelánu), také tvorba gobelínů jejich sestrou Julií Jaroňkovou (1864 – 1945), textilní výtvarnicí, po smrti Bohumíra též činná ve Valašském muzeu v přírodě.
V roce 1911 založen Musejní a národopisný spolek, činnost vrcholila v rámci příprav valašského folklorního festivalu Valašský rok, v roce 1925 přemístěny do lázeňského parku v Rožnově pod Radhoštěm dva objekty z náměstí, radnice a měšťanský tzv. Billův dům z poloviny 18. století a také několik malých lidových staveb. Do přírodního areálu, později nazvaného Dřevěné městečko, například v roce 1928 přemístěna ze 16. století pocházející Vaškova hospoda a v roce 1933 dobudována kopie fojtství z Velkých Karlovic (v objektu dne 11. prosince 2018 podepsána zřizovací listina Národního muzea v přírodě).
V 50. letech 20. století v rámci muzea projekt rekonstrukce sídelního celku, v lokalitě Stráň postupně 40 lidových staveb v expozici Valašská dědina. Muzeum od roku 1954 ve správě Krajského muzea v Gottwaldově (v současnosti Zlín), od roku 1960 náleželo pod Okresní národní výbor ve Vsetíně v Severomoravském kraji a v letech 1971 až 1990 muzeum řízeno Odborem kultury Severomoravského krajského národního výboru v Ostravě.
V roce 1982 veřejnosti zpřístupněna třetí část muzea v přírodě nazvaná Mlýnská dolina, v rámci urbanismu venkovských sídel představující technické stavitelství, například hamernické, mlynářské, pilařské a valchařské objekty a technologická zařízení. Technické stavby umístěny u vodního náhonu, voda přiváděna dřevěnými koryty k vodním kolům zprovozněných zařízení, například k lisování oleje, mletí obilí, plstění sukna, řezání dřeva, zkujňování surového železa, k výrobě železářských předmětů a nářadí. Realizace také tzv. živého muzea v podobě ovocnářských a rostlinných výpěstků z oblasti Valašska a Matochovy usedlosti s mnoha druhy hospodářsky chovaných zvířat.
Ve správě muzea dvě dřevěné stavby na Pustevnách (sedlo v nadmořské výšce 1018 m v Moravskoslezských Beskydech), na katastrálním území obce Prostřední Bečva. Postaveny ve stylu lidové secese, typické bohatým dekorem charakteristickým pro oblast Valašska, podle návrhu slovenského architekta Dušana Jurkoviče (1868 – 1947), výstavbu zadal turistický spolek s názvem Pohorská jednota Radhošť (založena v roce 1884, Frenštát pod Radhoštěm). Původně objekty tzv. útulen s názvy Libušín, turistická jídelna (pojmenovaná podle české kněžny Libuše) a Maměnka, turistická ubytovna, otevřeny dne 6. srpna 1899 veřejnosti (v letech 1995 až 1999 obnovené na podnět Valašského muzea v přírodě).
Od roku 1990 zřizovatelem Ministerstvo kultury České republiky, ve Valašském muzeu v přírodě soubor památkově chráněných objektů národní kulturní památkou. V roce 2017 celkem 122 zaměstnanci, 133 000 sbírkových předmětů, 302 000 návštěvníků a náklady 95 392 683 Kč.
S účinností od 11. prosince 2018 součástí Národního muzea v přírodě jako organizační složka pod názvem Valašské muzeum v přírodě, v roce 2018 v expozicích 353 292 návštěvníci (od roku 2002 nejvyšší návštěvnost), muzeum specializované na národopisnou oblast Valašsko a část národopisné oblasti s názvem Těšínské Slezsko.

### Muzeum v přírodě Vysočina

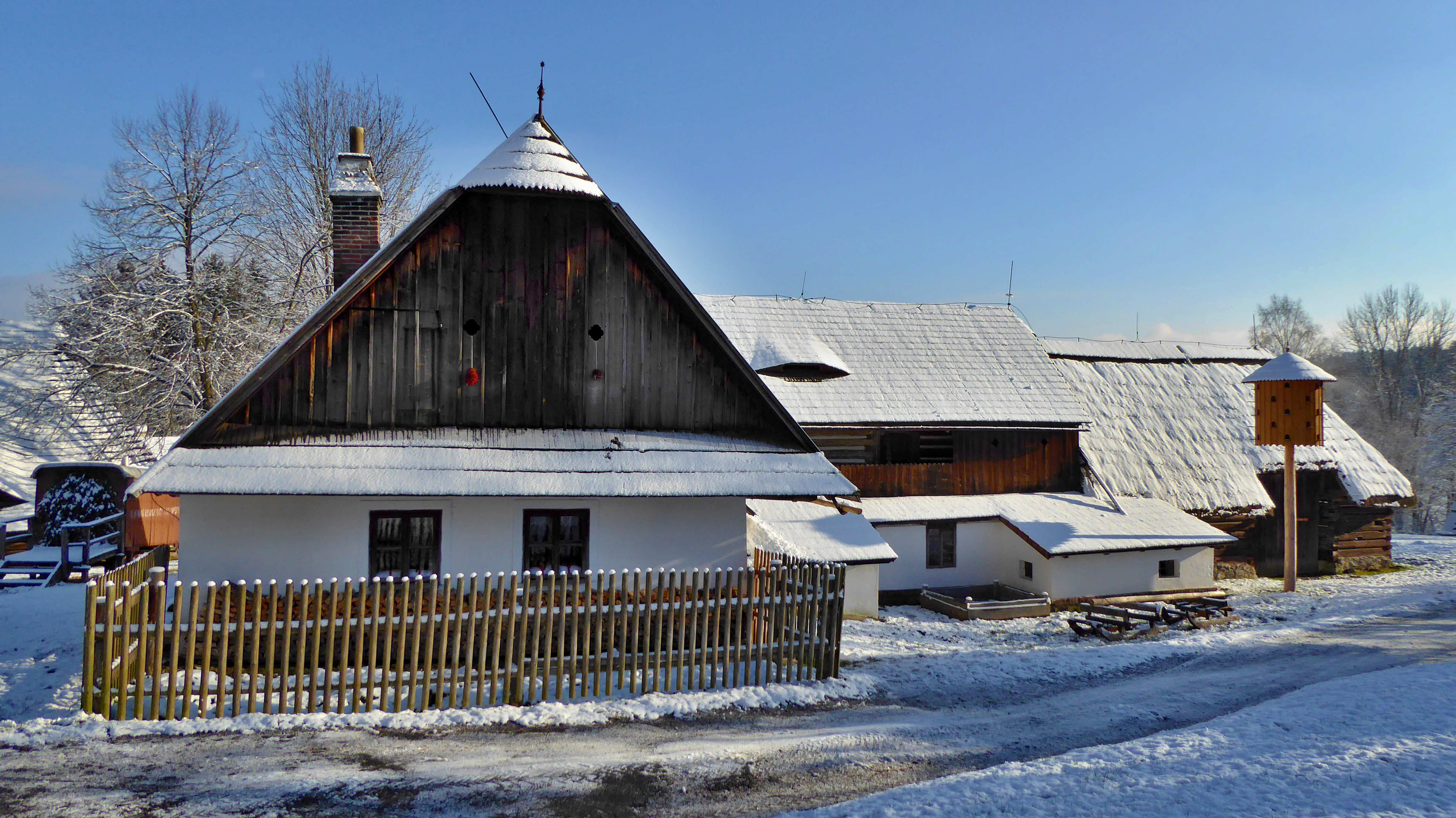
Venkovská usedlost z počátku 17. století, tzv. Pilnovo stavení v expozici Veselý Kopec, bylo prvním objektem zpřístupněným v Muzeu v přírodě Vysočina

V roce 1972 první expozice v malé vesnici Veselý Kopec v obci Vysočina ve východních Čechách, zakladatel Luděk Štěpán (1932 – 2017), dobrovolný konzervátor kulturních památek v okrese Chrudim. Expozice pod původním názvem Soubor lidových staveb a řemesel Vysočina budována od konce 60. let 20. století v krajinné oblasti Železných hor u řeky Chrudimky (od roku 1970 v Chráněné krajinné oblasti Žďárské vrchy).
Od roku 1982 s názvem Soubor lidových staveb Vysočina a sídlem ve Svobodných Hamrech (část obce Vysočina) profesionalizované muzeum, orientované na národopisnou oblast Horácko (zejména část České Horácko) a geograficky navazující regiony (Chrudimsko, Litomyšlsko, Poličsko). V roce 1989 rozšířena správa o lidové stavby venkovských domů v centru města Hlinsko, v části urbanistického celku Betlém (od roku 1995 památková rezervace Hlinsko – Betlém), od roku 1997 sídlo muzea, z hlediska administrativně správního v okrese Chrudim náležejícím do Pardubického kraje.
Původně osada Veselý Kopec charakteristická pro tzv. pasekářské osidlování krajiny, jediná na místě dochovaná zemědělská usedlost z počátku 17. století obnovená (tzv. Pilnovo stavení čp. 4, označované jako poloselský grunt), zpřístupněna nejprve tzv. tkalcovská světnice a stodola, na pozemku  také roubený haltýř nad pramenem vody (v oblasti jeden z posledních dochovaných).
Postupně do expozice Veselý Kopec přemístěny další památkové objekty lidové architektury a technického stavitelství z oblasti Českomoravské vrchoviny. Ve správě muzea objekt vesnické památkové zóny Svobodné Hamry (obnovený vodní hamr s mlýnicí) a původně také opravovaný venkovský zámek s renesanční dispozicí, v letech 1982 až 1997 sídlo muzea (v rámci restituce vrácen do soukromého vlastnictví).
Soubor lidových staveb Vysočina kulturní památkou od roku 2003, v letech 2003 až do 10. prosince 2018 součástí Národního památkového ústavu, od roku 2013 v rámci Územní památkové správy na Sychrově. V roce 2017 celkem 16 zaměstnanců, 11 000 sbírkových předmětů, 74 792 návštěvníci a náklady 9 799 485 Kč.
S účinností od 11. prosince 2018 součástí Národního muzea v přírodě, útvar pod názvem Muzeum v přírodě Vysočina, specializované na národopisnou oblast Horácko a geograficky navazující regiony, Chrudimsko a Litomyšlsko.

### Muzeum v přírodě Zubrnice

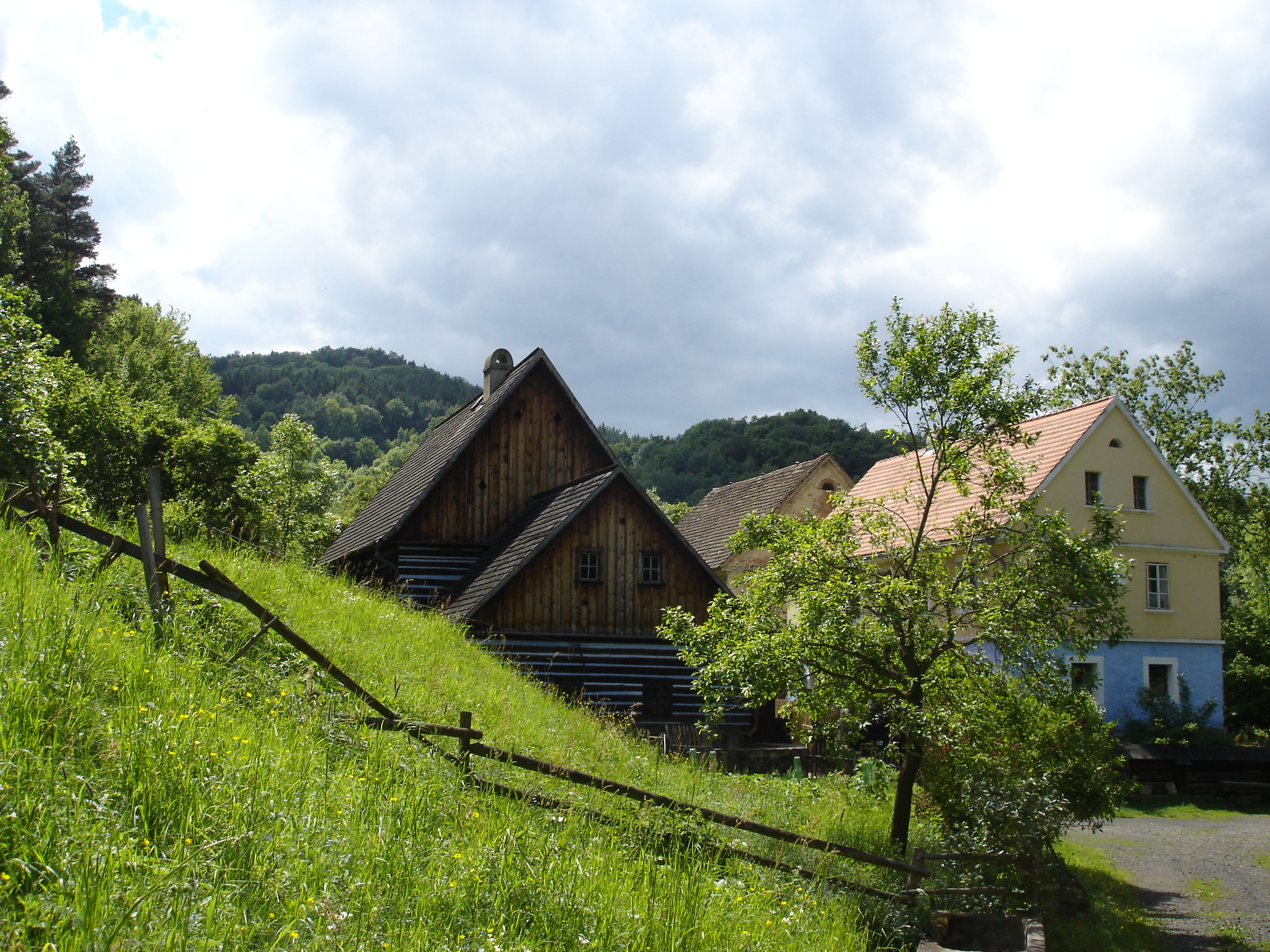
Vodní mlýn v expozici Muzea v přírodě Zubrnice; v roce 1976 získalo a objekt čp. 27 obnovilo tehdy Okresní vlastivědné muzeum v Ústí nad Labem, pozdější zřizovatel Souboru lidové architektury Zubrnice

V roce 1988 vzniklo pod názvem Soubor lidové architektury Zubrnice v severních Čechách, v lokalitě mezi národopisnými oblastmi Pojizeří na východě, Polabí na jihu a Západních Čech (v trojúhelníku tvořeném městy Ústí nad Labem, Česká Lípa a Litoměřice), na katastrálním území obce Zubrnice,  z hlediska administrativně správního v okrese Ústí nad Labem náležejícím do Ústeckého kraje.
Expozice budována od roku 1977 v krajině Podkrušnohoří, v údolí Lučního potoka mezi kopci Českého středohoří (od roku 1976 v Chráněné krajinné oblasti České středohoří). Prvním objektem hospodářská usedlost čp. 61 s roubeným patrem (původně rychta) z roku 1808, ve stavení teplovzdušné zařízení sušárny chmele, součástí muzea také teplovzdušná sušárna na ovoce, z roku 1863 pocházející škola a dům čp. 74 s vesnickým obchodem.
Vesnice založená ve středověku (zmínka v roce 1352), na návsi původně gotický kostel sv. Maří Magdaleny ze 14. století (v letech 1723 až 1739 barokně přestavěn), u kostela přenesená obecní studna se zvoničkou z roku 1695, hřbitovní a smírčí kříže, náhrobky. Objekty dochovaných staveb lidové architektury a doplněné přenesenými objekty tvoří od roku 1995 vesnickou památkovou rezervaci (roubené, hrázděné a zděné stavby). Krajina s pozemky postupně rekonstruovaná do podoby z 1. poloviny 19. století, na Lučním potoce v části Týniště (obec Zubrnice) například obnoven vodní mlýn čp. 27 (na rekonstrukci spolupracovalo i Valašské muzeum v přírodě a Luděk Štěpán, zakladatel Souboru lidových staveb Vysočina), na původních základech postavený dřevěný vodní mlýn čp. 28, přenesený z Homole u Panny, umělecké složení mlýna z Hamrů u Hlinska.
Soubor lidové architektury Zubrnice od roku 2003 do 10. prosince 2018 součástí Národního památkového ústavu, od roku 2013 v rámci Územní památkové správy v Praze. V roce 2017 celkem 7 zaměstnanců, 7 000 sbírkových předmětů, 20 207 návštěvníků a náklady 3 863 760 Kč.
S účinností od 11. prosince 2018 součástí Národního muzea v přírodě, útvar pod názvem Muzeum v přírodě Zubrnice, specializované na krajinnou oblast České Středohoří, včetně geograficky navazujících lokalit severozápadních Čech.

### Hanácké muzeum v přírodě

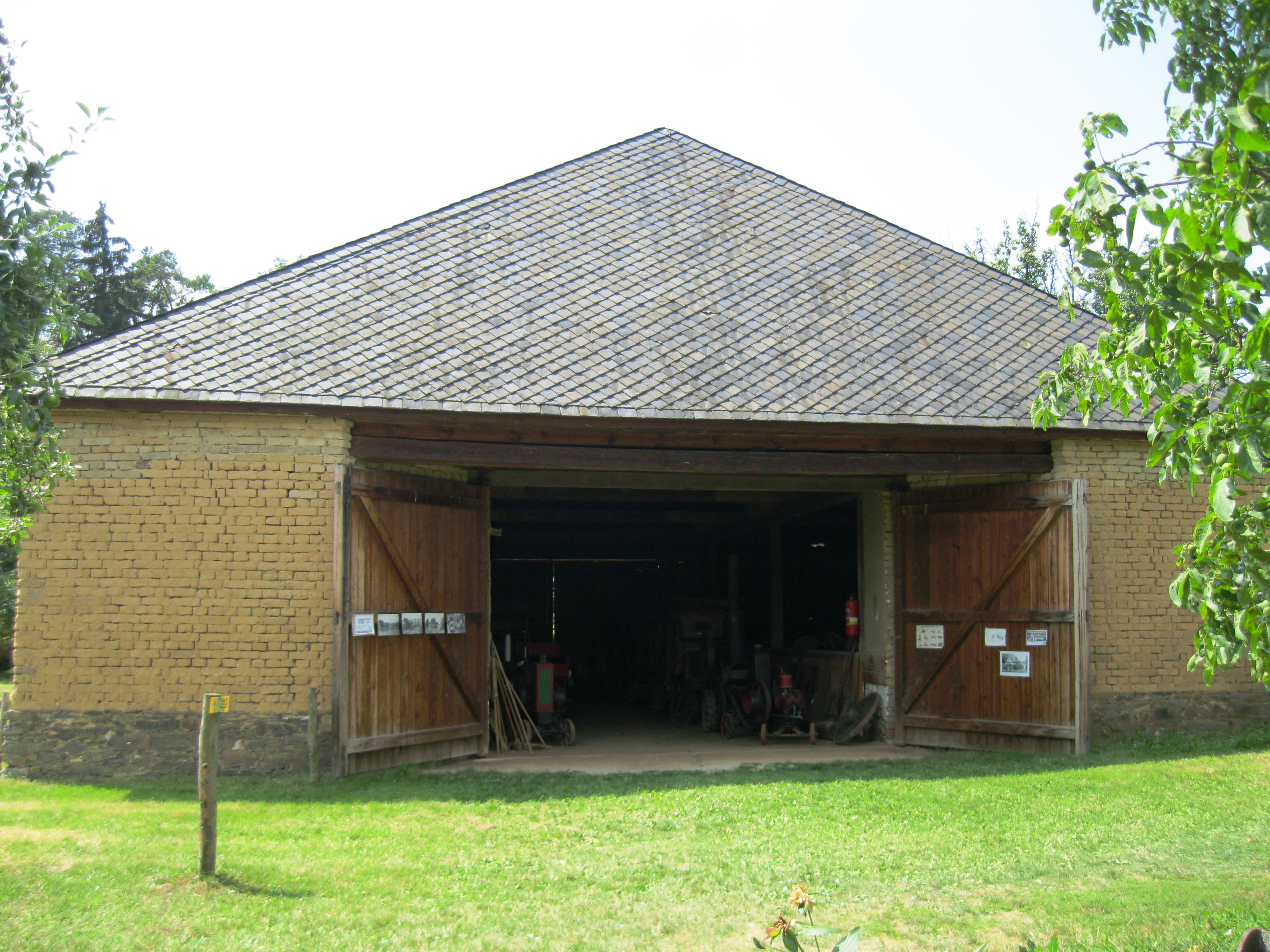
Špaletová stodola statku v Hanáckém muzeu v přírodě, hliněná lidová architektura kolem roku 1840, zdivo tzv. vepřovice

V roce 1990 založeno pod názvem Soubor staveb lidové architektury v Příkazích na Moravě, v severní části národopisné oblasti Haná (mezi městy Olomouc a Litovel). Expozice budována v krajině Hornomoravského úvalu, na okraji Středomoravské nivy s meandrující řekou Moravou, na katastrálním území obce Příkazy, z hlediska administrativně správního v okrese Olomouc náležejícím do Olomouckého kraje.
Základem muzea v přírodě hospodářská usedlost, s průčelím obytného stavení v řadové zástavbě návsi (tzv. Kameníčkův grunt čp. 54). Hanácký statek z roku 1875 v místě starší zástavby (zmiňována roku 1770). V rámci tzv. ulicové vesnice středověkého původu památkově chráněné roubené, hliněné a zděně stavby typické pro oblast Hané.
Soubor staveb dokladem hliněného stavitelství, součástí také ovocná zahrada na pozemku s hliněnými zídkami z 1. poloviny 19. století. Venkovské objekty pochází z roků 1799 až 1950, dostavěny špaletové stodoly, jedna uvnitř upravena na multifunkční sál pro kulturní program. Od roku 1995 vesnická památková rezervace, též lidově nazývaná „Hanácké skanzen”.
Soubor staveb lidové architektury v Příkazích od roku 2003 do 10. prosince 2018 součástí Národního památkového ústavu, od roku 2013 v rámci Územní památkové správy v Kroměříži. V roce 2017 celkem jeden zaměstnanec, 1 000 sbírkových předmětů, 5 337 návštěvníků a náklady 2 020 162 Kč.
S účinností od 11. prosince 2018 součástí Národního muzea v přírodě, útvar pod názvem Hanácké muzeum v přírodě, specializované na národopisnou oblast Haná.